# Ferdinand Thyen

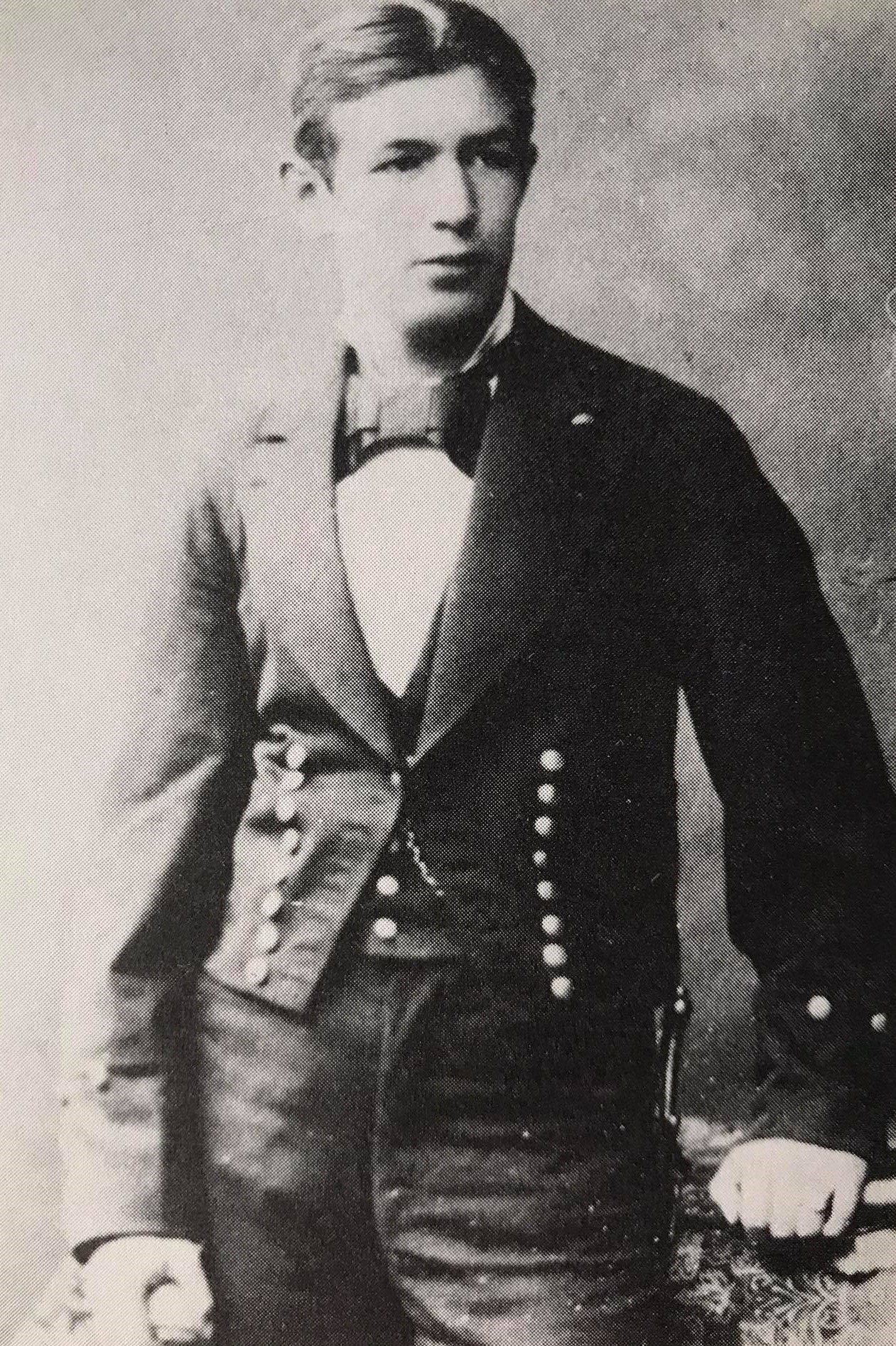
Ferdinand Thyen

Ferdinand Thyen (* 28. Juni 1866; † 1939) war ein deutscher Seeoffizier, zuletzt Konteradmiral der Kaiserlichen Marine.

## Leben
Ferdinand Thyen trat am 16. April 1883 in die Kaiserliche Marine ein und wurde am 17. April 1886 Unterleutnant zur See. Er war 1888 in der II. Matrosendivision. Als Leutnant zur See (Beförderung am 25. März 1890) wurde er Anfang 1891 auf die Blücher für einen Kursus kommandiert und kam später im Jahr auf die Oldenburg. Von hier ging er Anfang August 1892 auf die Württemberg und später auf die Kaiserin Augusta. Mitte November 1892 folgte seine Kommandierung auf die Marie.
Anfang März 1894 kam er als Kompanieoffizier zur II. Torpedoabteilung. Mitte September 1894 wurde er auf die Beowulf kommandiert. 1901 war er als Kapitänleutnant Platz-Major und Artillerie-Offizier vom Platz und Vorstand der Artillerie-Verwaltung Helgoland.
Als Korvettenkapitän war er von Januar 1906 bis März 1906 Kommandant der Vineta und anschließend bis September 1906 in gleicher Funktion auf der München. Mit reduzierter Besatzung kommandierte er von Oktober 1906 bis September 1907 die Weißenburg. Von September 1907 war er für ein Jahr Kommandant der Lübeck. Am 13. Oktober 1908 wurde er zum Kapitän zur See befördert. Er wurde als Artillerie-Offizier vom Platz 1908 mit der Wahrnehmung der Geschäfte des Kommandanten von Friedrichsort beauftragt und war zugleich Vorstand des Artillerie- und Minendepots Friedrichsort. Später war er bis November 1916 Hafenkapitän Wilhelmshaven. Am 17. November 1916 wurde er mit dem Charakter als Konteradmiral aus der Marine verabschiedet.